# Roy Keane
Roy Maurice Keane (Cork, 10. kolovoza 1971.) irski je nogometni trener i bivši profesionalni nogometaš. Najuspješniji je irski nogometaš svih vremena, osvojivši 19 trofeja u svojoj klupskoj karijeri, od kojih 17 s Manchester Unitedu. Nakon završetka igračke karijere, vodio je nekoliko nogometnih klubova te je bio pomoćni trener irske nogometne reprezentacije od 2013. do 2018. Smatra ga se jednim od najboljih veznih igrača svoje generacije, a Pelé ga je 2004. uvrstio u 100 najvećih živućih nogometaša.